# Kencho-ji
Kenchō-ji (Japans: 建長寺) is een tempel van de rinzai-school in de Japanse stad Kamakura (Kanagawa). Het wordt de eerste tempel beschouwd van de Vijf Grote Zen Tempels van Kamakura en is een van de oudste kloosters in Japan dat Zen beoefent. Deze tempels lagen aan de top van het systeem van de vijf bergen, een netwerk van zen tempels gestart door de HojoRegenten. Het had origineel 49 subtempels.
De tempels werden gebouwd op bevel van keizer Go-Fukakusa en voltooid in 1253, het vijfde jaar van de Kencho periode, waarvan het zijn naam krijgt.. De tempel werd opgericht door Rankei Doryu, een Chinese Zen meester die verhuist was naar Japan in 1246, die enkele jaren in Kyushu gespendeerd heeft waarna hij naar Kamakura ging.

## Kenchō-ji en het shogunaat

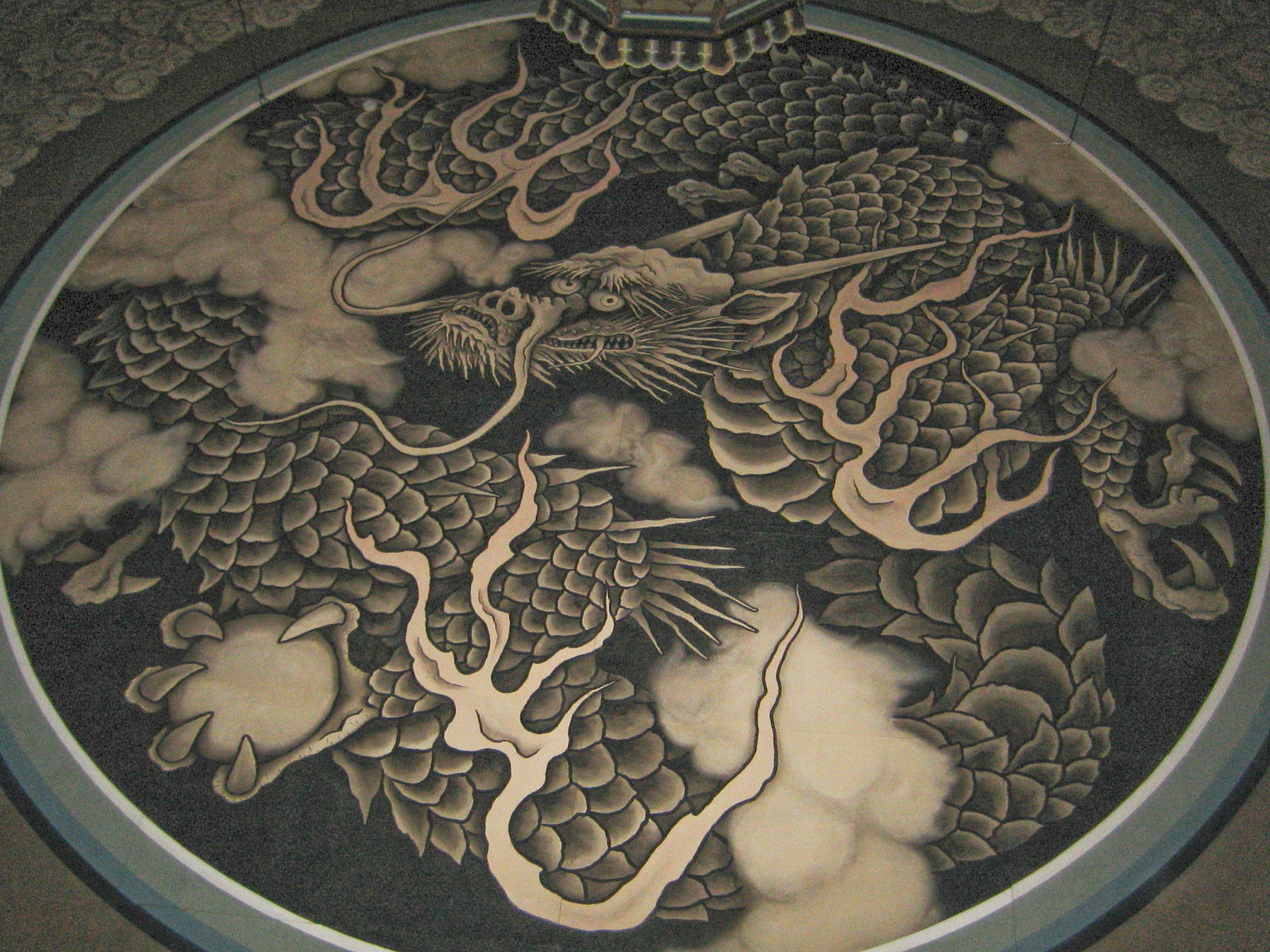
De draak geverfd op het plafond van de Hattō

Hojo Tokiyori:Kamakura regent was de voornaamste patroonheilige tijdens het ontstaan. Het sponsorschip was spiritueel, zelf bijna een Zen meester zijnde en staatkundig. De kamakura Gozan, een organisatie waarvan de tempel het hoofd van was, had een belangrijke rol in de organisatie van het shogunaat. Het systeem, waaran het Ashikaga shogunaat een series van vijf tempels in Kioto aanhing, Kyoto Gozan, was overgenomen om zenboeddhisme te promoten in Japan, maar net zoals al gebeurd was in China werd het snel gecontroleerd en gebruikt door de heersende klassen voor hun eigen doeleinden, zowel administratief als op politiek vlak. Het Gozan systeem lied hen toe om tempels die aan de top stonden te laten gebruiken als ministeries. Die werden gebruikt voor de verspreiding van wetten en normen van de staat, bovendien ook voor het controleren van lokale omstandigheden voor hun militaire meerderen.. De Hōjō eerst, daarna de Ashikaga, konden hierdoor hun macht vermommen door middel van een religues masker, terwijl de monniken en priesters voor de overheid werkten als vertaler, diplomaat of adviseurs.
Onder de bescherming van meesters werden de Kenchō-ji en de tempels van het vijf bergen systeem geleidelijk aan een centrum van het leren en ontwikkelen van de literatuur genaamd Literatuur van de vijf bergen. Tijdens de Japanse Middeleeuwen hadden de geleerden verregaande invloed rond internationale politieke aangelegenheden bereikt.
Nadat het Ashikaga shogunaat ontbonden wordt, zwakt ook het Gozan systeem aanvankelijk af, wat tot hiertoe gesponsord werd door het shogunaat. Kenchō-ji
Het Gozan systeem begon af te zwakken na de ontbinding van het Ashikaga shogunaat. De renaissance van de Kenchō-ji kwam pas in de 19e eeuw onder leiding van zenmeester Aozora Kandō.

## Gebouwen

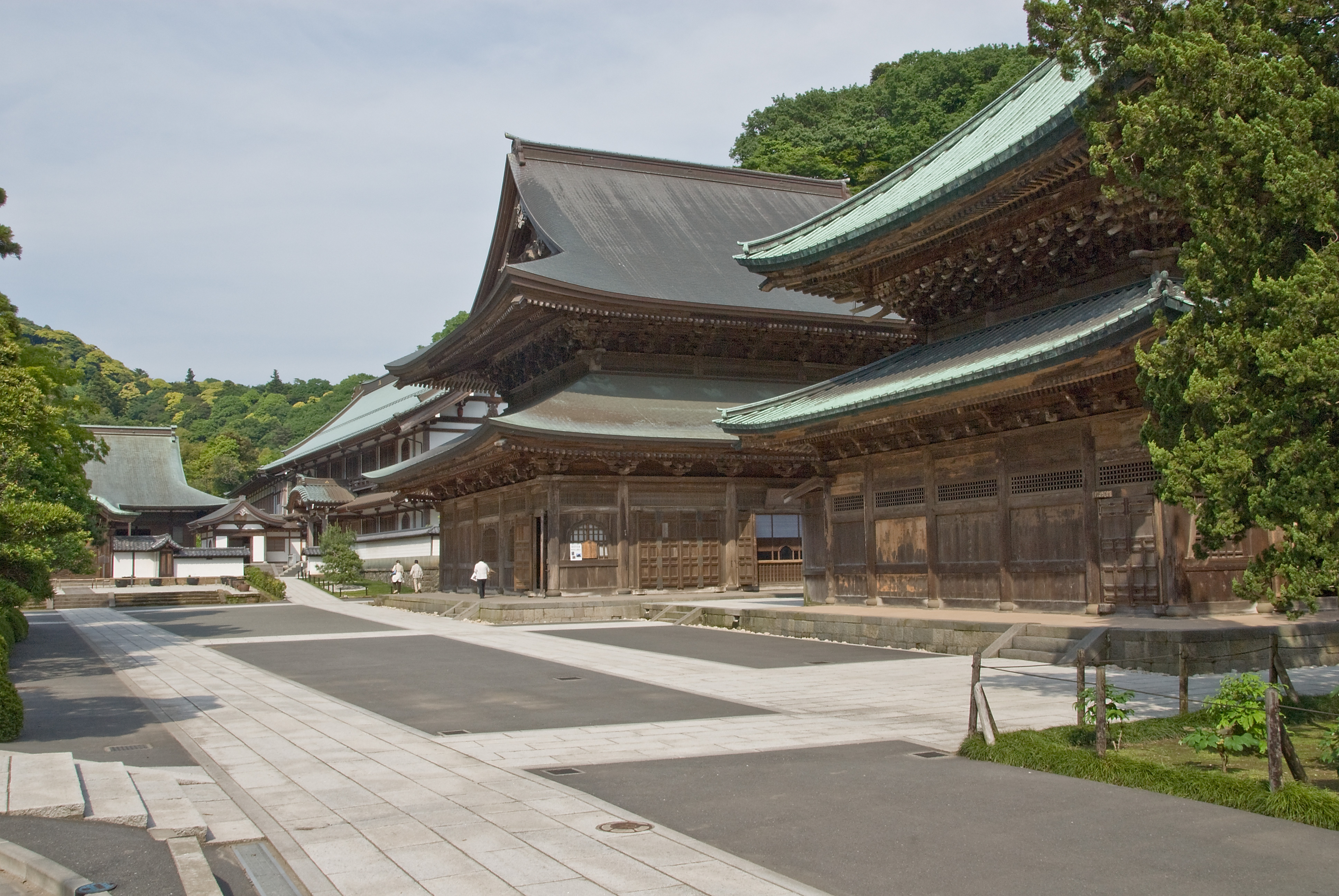
Van rechts tot links: de jeneverstruiken, de Butsuden, de Hattō, de Karamon en de twee gebouwen die de Hōjō vormen.

De Kenchō had origineel een shichidō garan (zeven kamers wat aanduid dat het een grote tempel is) en 49 subtempels, maar het merendeel hiervan is verwoest door brand in de 14e en 15e eeuw. Het is nog steeds een klassiek voorbeeld van een Zen garan met de gebouwen die gericht zijn van noord naar zuid. Het bevat nu tien subtempels. De belangrijkste gebouwen zijn als volgt:
- De Sōmon (buitenpoort ), waar tickethokken staan. Het was vanuit de Hanju Zanmai-in tempel in Kioto verplaatst.[1]
- De Sanmon (hoofdpoort), gebouwd in 1754 met donaties vanuit de Kanto regio. Volgens populair geloof, werd er door een wasbeerhond tanuki getransformeerd in een monnik om geld te helpen in te zamelen. Dit om zijn dankbaarheid te tonen aan de priesters.[1] Hierdoor, zelfs tot de dag van vandaag wordt de Sanmon vaak Tanuki-mon (狸門, Tanuki poort) genoemd.[1]
- De Bonshō (Tempel bell), opgehangen in 1255 is een nationaal erfgoed van Japan.
- De Butsuden (letterlijk: Boeddha hal) is een belangrijk nationaal erfgoed dat verplaatst is vanuit Zōjō-ji in Tokio naar Kamakura in 1647.[1]
- De Hattō, gebouwd in 1814, waar ceremonies voor het publiek bestemt gehouden worden. Het is het grootste boeddhistische houten structuur in Oost-Japan.[1]
- De Karamon (Grote poort), is een 'belangrijk nationaal erfgoed' dat samen met de Butsuden naar Kamakura is gebracht.[1]
- De Hōjō (waar de hoofdpriest leefde), was vanuit de Hanju Zanmai-in tempel in Kioto binnengebracht voor religieuze ceremonies.[1]
- Het klooster, waar monniken getrained werden in meditatie, dat afgesloten was van het publiek[1] bevat een Zen-dō (meditatie hal), een kaisan-dō (oprichters hal, een hal waarin de oprichter vereerd wordt) en de administratieve kantoren.[1]
- Een grote Zen tuin achter de Hōjō  die Shin-ji Ike (心字池, geest character vijver) genoemd. Het is in de vorm van het Chinese teken voor geest/hart (心) gemaakt, door een bekende zen leraar, geleerde, poëet en tuin ontwerper: Musō Soseki.[1]
- Een recent plafondschilderij door Koizumi Junaku (2003), een draak die het plfond van de Hattō versierd (het gebouw achter de Butsuden). Daarom wordt de 'Hattō ' vaak Ryūō-den (龍王殿) genoemd.

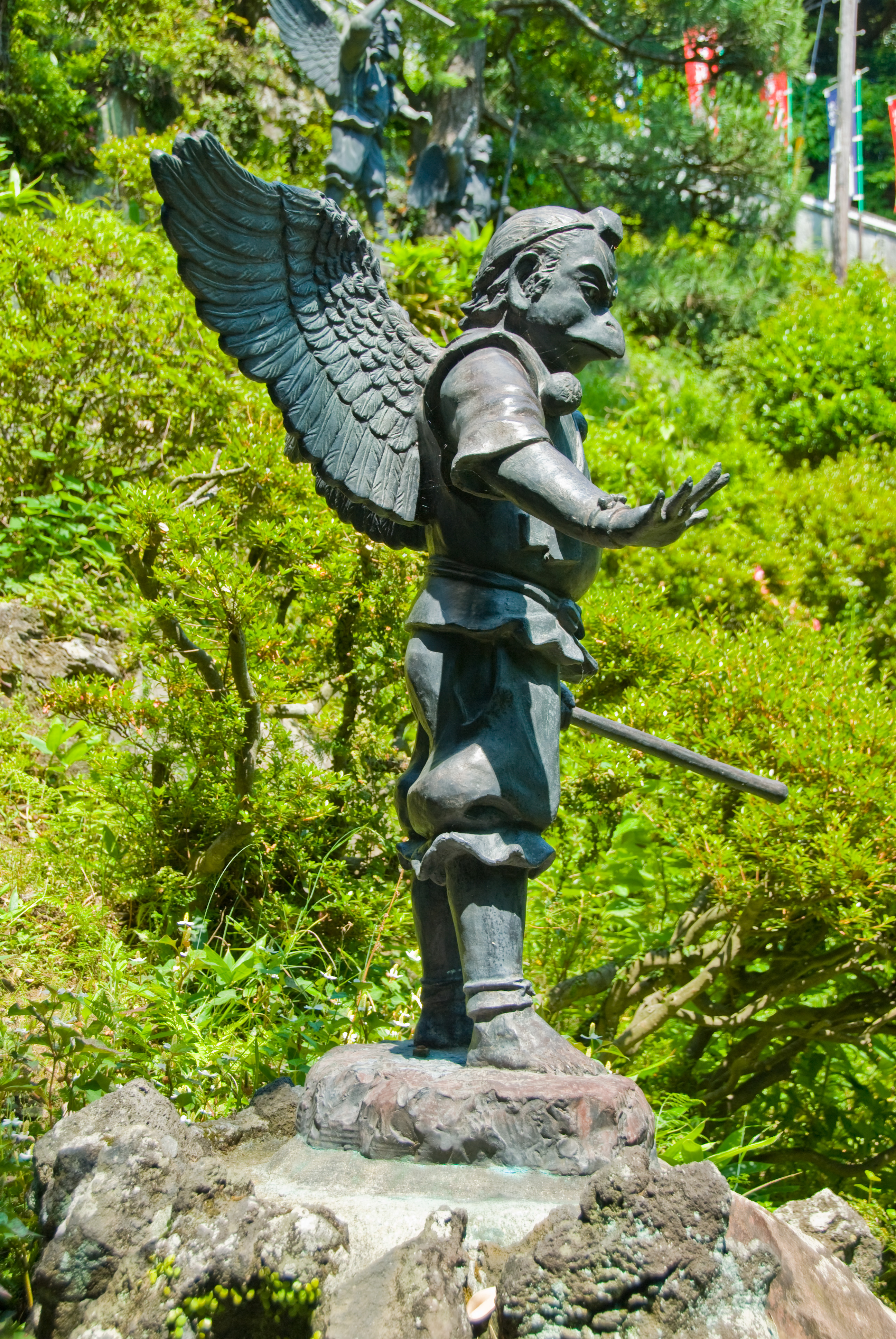
De Karasu-tengu aan wie de Hansōbō gewijd is

Aan de voorzijde van de Butsuden staan een aantal grote Chinese jeneverbesbomen die nationaal erfgoed van Japan zijn geworden. Toen de tempel werd opgericht, waren het nog jonge boompjes gekocht van China door oprichter Doryū. Het grootste stenen monument, omringd door kettingen, herdenkt diegenen van Kamakura die omgekomen zijn tijdens de Russisch-Japanse Oorlog van 1904-5.

### De Hansōbō
Aan het einde van de tuin van de tempel, voorbij een heuvel staat de Hansōbō, de tempel zijn grote bescherm-Shintoschrijn. De verankerde geest is de Hansōbō Gongen. De gongen was origineel een beschermengel (chinju (鎮守/鎮主)) van de 'Hōkō-ji' in Shizuoka en was naar hier toe gebracht in 1890 door Aozora Kandō. De standbeelden langs de trap naar de schrijn stellen Tengu voor, wezens lijkend op kabouters, die de gongen gezelschap geven. Er zijn wezens met vleugels en een snavel, dit zijn een type tengu genaamd Karasu-tengu (kraai tengu) vanwege hoe ze eruitzien. Op een heldere dag kan men vanuit de schrijn de berg Fuji zien in het westen en de Sagami baai en Izu Ōshima (eiland) zien in het zuiden. De stenen in de tuin staan vol met namen, de namen van diegenen die gedoneerd hebben aan de tempel. Deze neergeschreven namen komen van tot meer dan 100 verschillende religieuze organisaties. Deze omgeving was het innerlijke heiligdom van de tempel, wat nog steeds tussen de bomen staat op de top van de heuvel, wat men kan beklimmen door hulp van steile trappen die beginnen rechts van de schrijn, voor de Jizō-dō. Naast het heiligdom is er een observatiedek waarvan men, op heldere dagen, Kamakura, Yuigahama en de berg Fuji kan zien.
Aan het einde van de tuin, naast de Hansōbō, op een kleine heuvel, uitkijkende over een meer, staat de Kaishun-in. Deze afgelegen tempel was gebouwd in 1334 en hier staat een standbeeld van Monju Bodhisattva.

## The Sanmon Kajiwara Segaki-e

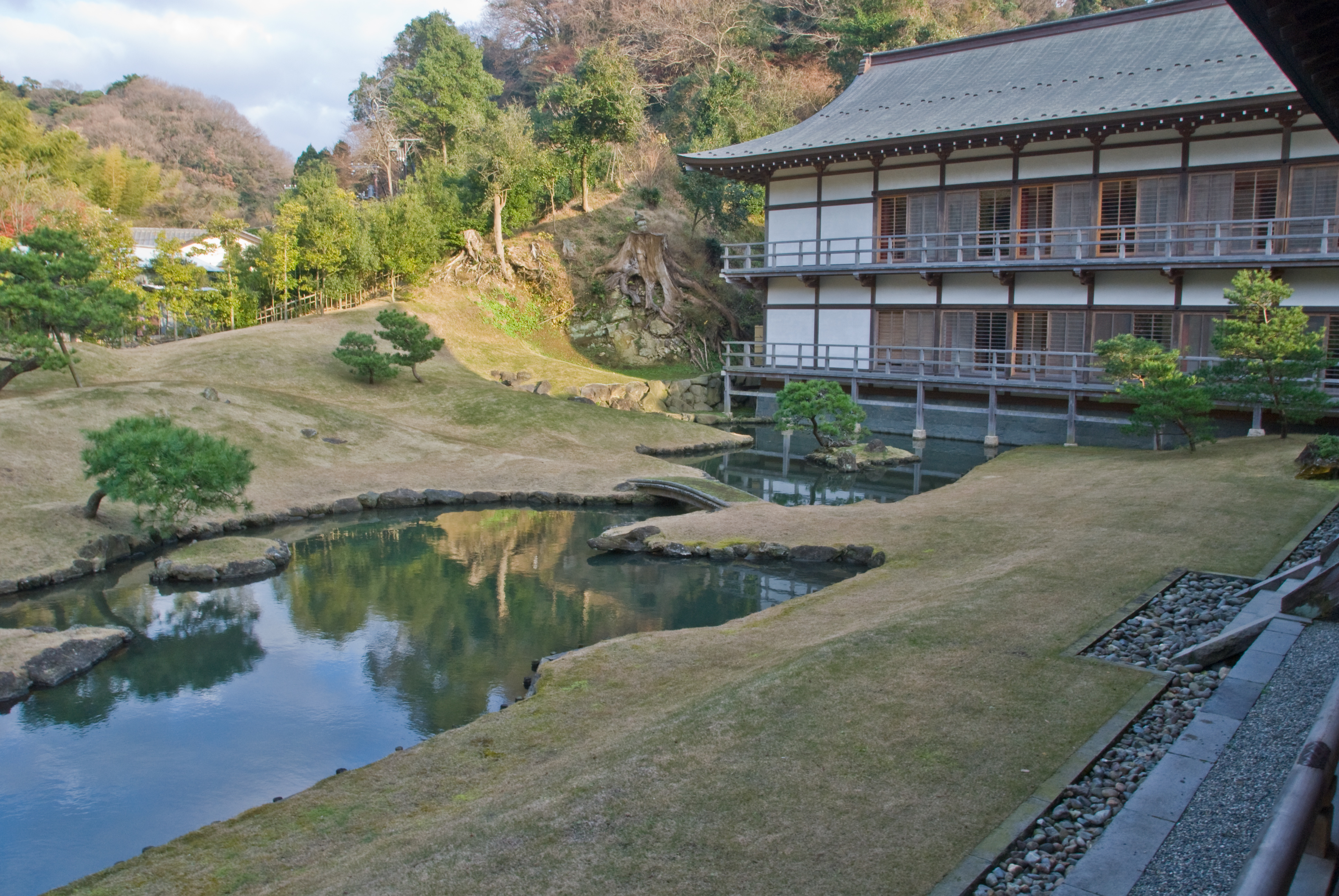
De Zentuin achter de Hōjō and zijn vijver

Op 15 juli (Obon, of feest van de doden) viert Kenchō-ji de beroemde Sanmon Kajiwara Segaki-e (三門梶原施餓鬼会) begrafenis ceremony. De normale begrafenisrites vinden zich plaats vroeg in de ochtend onder de Sanmonpoort.
De oorsprong van de ceremony gaat terug tot de tijd van de Doryū. De legende zegt dat op een dag, net na een segaki, (een boeddhistische ceremony om lijdende geesten te helpen) een spookachtig figuur verscheen. Nadat hij doorhad dat de segaki al gedaan was, was de krijger zo verdrietig dat de priester de ceremony opnieuw begon speciaal voor hem. Hierna onthunlde de krijger dat hij de geest was van Kajiwara Kagetoki.